# Steve Tilson
Steve Tilson, diminutivo di Stephen Brian Tilson (Wickford, 27 luglio 1966) è un allenatore di calcio ed ex calciatore inglese, di ruolo centrocampista.

## Carriera

### Giocatore
Tilson tra i 18 ed i 22 anni di età gioca con vari club semiprofessionistici inglesi (Basildon United, Bowers United e Witham Town), per poi nel 1988 accasarsi al Southend Utd, club della terza divisione inglese; fatta eccezione per un breve periodo in prestito al Brentford nel 1994 (2 presenze in quarta divisione), rimane nel club ininterrottamente per un decennio, ovvero fino al termine della stagione 1997-1998, seguendone il percorso nelle varie categorie: gli Shrimps, infatti, nella stagione 1988-1989 retrocedono dalla terza alla quarta divisione per poi conquistare due promozioni consecutive tra il 1989 ed il 1991 e giocare quindi in seconda divisione tra il 1991 ed il 1997, anno in cui retrocedono nuovamente in terza divisione, per poi retrocedere ulteriormente in quarta divisione al termine della stagione 1997-1998. Durante questa lunga militanza il centrocampista dell'Essex totalizza complessivamente 239 presenze e 26 reti in incontri di campionato. Successivamente dal 1998 al 2002 gioca a livello semiprofessionistico con il Canvey Island, club di cui è anche capitano, e con cui nella stagione 2000-2001 vince un FA Trophy. Si ritira infine nel 2004, all'età di 38 anni, dopo un biennio trascorso nuovamente al Southend United, con cui gioca ulteriori 4 partite in quarta divisione.
In carriera ha totalizzato complessivamente 245 presenze e 26 reti nei campionati della Football League.

### Allenatore
Nel 1999, mentre ancora giocava per il Canvey Island, Tilson cominciò in parallelo anche a lavorare come direttore tecnico del settore giovanile del Southend United, supervisionando tutta l'attività delle formazioni dall'Under-9 all'Under-16. Nel 2002, parallelamente al suo ritorno nel club come giocatore, ne divenne anche vice allenatore. Nel novembre del 2003 diventa poi allenatore della squadra, impegnata nel campionato di quarta divisione, nella quale peraltro continua anche a giocare fino al termine della stagione 2003-2004. Dopo aver conquistato la salvezza nella sua prima stagione (in cui raggiunge anche la finale di Football League Trophy, perdendola), dal 2004 al 2006 Tilson guida il Southend United a due promozioni consecutive dalla quarta alla seconda divisione, peraltro vincendo la Football League One 2005-2006 e raggiungendo nella stagione 2004-2005 una seconda finale di Football League Trophy, perdendo anche questa come nell'edizione immediatamente precedente.
Nella stagione 2006-2007 Tilson allena quindi il Southend United in seconda divisione, retrocedendo però a fine stagione in terza divisione, categoria in cui comunque continua ad allenare il club nelle stagioni 2007-2008 e 2008-2009, concluse entrambe con il mantenimento della categoria; rimane alla guida del club anche nella stagione 2009-2010, che termina con una retrocessione in quarta divisione: per questo motivo, il 4 luglio 2010 dopo oltre sette anni in panchina viene esonerato.
Nell'ottobre del 2010 torna ad allenare, diventando allenatore del Lincoln City, club di quarta divisione, al posto dell'esonerato Chris Sutton. Il 7 maggio 2011, complice una sconfitta casalinga per 3-0 contro l'Aldershot Town, gli Imps retrocedono al di fuori della Football League, in Conference National (quinta divisione); nonostante questo Tilson rimane inizialmente alla guida del club biancorosso, salvo poi essere esonerato il 10 ottobre 2011 dopo una sconfitta esterna contro il Tamworth. Dopo un anno e mezzo senza squadra, torna ad allenare il 12 luglio 2012, al Canvey Island; dopo una sola stagione in carica viene però esonerato. Successivamente, dopo un ulteriore triennio di inattività, dal 2015 al 2018 allena la squadra femminile del C & K Basildon. Il 3 luglio 2021 diventa vice allenatore dei semiprofessionisti degli Heybridge Swifts; il successivo 24 settembre, all'esonero di Karl Duguid, diventa allenatore del club.

## Palmarès

### Giocatore

#### Competizioni nazionali
- FA Trophy: 1

Canvey Island: 2000-2001

### Allenatore

#### Competizioni nazionali
- Football League One: 1

Southend United: 2005-2006